# Замасп
Замасп е владетел от Сасанидската династия на Персия. Управлява през 496 – 498 г.

## Произход и управление
Той е син на Фируз I и по-малък брат на Кобад I. Заради подкрепата му на сектата на маздакитите проповядваща крайна форма на социално равенство, Кобад I става непопулярен сред персийската аристокрация и това води до неговото сваляне и замяна на трона с брат му Замасп. Кобад I обаче успява да се спаси от плен и бяга при ефталитите (белите хуни) на североизток.
Замасп, който се отличавал с мек характер, бил последовател на традиционния зороастризъм. Когато Кобад I се завръща в Иран подкрепен от ефталитски наемници, неговия брат Замасп доброволно се отказва от властта и я отстъпва отново на Кобад. Животът на Замасп вероятно е бил пощаден от брат му.